# Moriz Weinzierl
Moriz Weinzierl (* 29. Mai 1884 in Wien; † April 1955 ebenda) war ein österreichischer Jurist und Ministerialbeamter. Er gehörte in den 1930er-Jahren zum Umfeld des  Spannkreises.

## Leben
Weinzierl wurde 1884 als Sohn eines niederösterreichischen Finanzbeamten geboren. Er ging in Wien zur Schule und legte 1903 die Reifeprüfung ab. Danach studierte er Rechts- und Staatswissenschaften an der Universität Wien und wurde 1908 zum Dr. jur. promoviert.
Im Anschluss trat er in den Gerichtsdienst ein. 1921 wurde er Landgerichtsrat beim Bezirksgericht für Handelssachen Wien. Außerdem war er von 1909 bis 1921 als Rechtsanwalt in Wien tätig. 1921 erfolgte die Versetzung in die Steuersektion des Bundesministeriums für Finanzen. 1922 wurde er Sektionsrat und 1931 Ministerialrat. 1938 wurde er in die Gauleitung Wien versetzt.
Nach 1945 kehrte der Ministerialrat zurück ins Bundesministerium für Finanzen. In der dortigen Budgetsektion I war er mit der Abteilung 6 (Finanzen der Lander, Bezirke und Gemeinden, Finanzausgleich) betraut.
In den 1930er Jahren gehörte er zum Umfeld des Spannkreises um Othmar Spann, Theoretiker des Ständestaates. 1931 arbeitete er an der Monatsschrift Ständisches Leben. Blätter für organische Gesellschafts- und Wirtschaftslehre mit.
Weinzierls Sohn Peter Weinzierl (1923–1996) war Physiker, verheiratet mit der Historikerin Erika Weinzierl.

## Schriften (Auswahl)
- mit Richard Pfaundler, Otto Lind-Gapp: Die österreichische Gemeindegesetzgebung und das Abgabenrecht der Länder und Gemeinden. Nach dem Stande vom 30. September 1926. 3 Teilbände. 2. Auflage,  Verlag der österreichischen Staatsdruckerei, Wien 1926. (erste Auflage 1925)

- Teilband 1: Bundesland Wien
- Teilband 2: Bundesländer Niederösterreich, Burgenland, Steiermark und Kärnten
- Teilband 3: Bundesländer Oberösterreich, Salzburg, Tirol und Vorarlberg

- mit Richard Pfaundler, Otto Lind-Gapp: Das Abgabenrecht der österreichischen Länder und Gemeinden in systematischer Darstellung. Nach dem Stand vom 31. Oktober 1927. Verlag der österreichischen Staatsdruckerei, Wien 1928.
- erl. mit Hubert Ribitsch: Bürgersteuerverordnung für das Land Österreich (ÖstBStVO). Boorberg, Stuttgart 1939.